# Eutrema halophilum
Eutrema halophilum är en korsblommig växtart som först beskrevs av Carl Anton von Meyer, och fick sitt nu gällande namn av Al-shehbaz och S.I. Warwick. Eutrema halophilum ingår i släktet skidörter, och familjen korsblommiga växter. Inga underarter finns listade i Catalogue of Life.